# آب فالي
تعدّ آب فالي (بالإنجليزية:AppValley) خدمة توزيع رقمية أمريكية مستقلة تُدار وتحمل علامة تجارية لشركة AppValley LLC. وتعمل كمتجر تطبيقات بديل لنظام التشغيل اي او اس على الهواتف المحمولة، حيث تتيح للمستخدمين تنزيل التطبيقات التي لا تتوفر على آب ستور، مثل التطبيقات المعدلة (++)، تطبيقات الجيلبريك، والتطبيقات المدفوعة التي توجد في المتجر .